# Nuussuaq-halvøen
Nuussuaq er en halvø på vestkysten af Grønland, der danner nordsiden af Diskobugten.
Den 21. november 2000 skete der et jordskred i Paatuut-området på sydkysten af Nuussuaq-halvøen. Dette jordskred skabte en flodbølge, der beskadigede flere bygder på Nuussuaq-halvøen og øen Disko.
 Der er for få eller ingen kildehenvisninger i denne artikel, hvilket er et problem. Du kan hjælpe ved at angive troværdige kilder til de påstande, som fremføres i artiklen.

70°23′59.921″N 52°29′33.634″V / 70.39997806°N 52.49267611°V